# 德国—日本关系

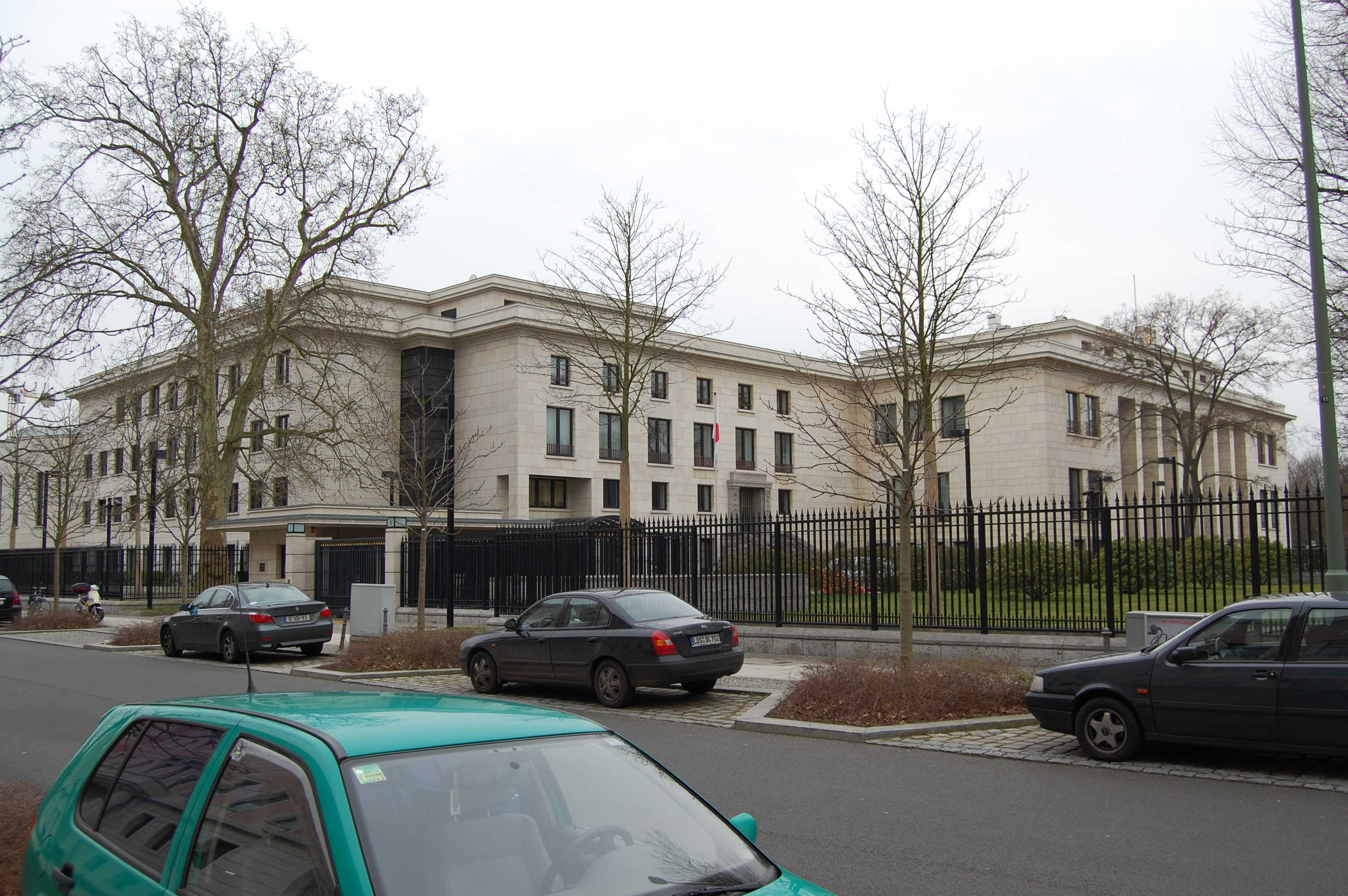
上世纪90年代重建的日本驻德国大使馆。这座柏林廣島街（Hiroshimastraße）上的建筑始建于1938-1942年间，一直是德日关系的象征。

德日关系（德語：Deutsch-japanische Beziehungen）指的是德国与日本之间的外交关系。两国关系曾深远地影响了二十世纪的历史进程，在二戰战后的世界中也仍是重要的国际关系之一。
德日关系有着百余年的历史。1867年开始的明治维新结束了1603年德川幕府建立以来日本的锁国政策，日本重新开始了与西方国家的接触。严格地说，近代德日关系是由1860年普鲁士向日本派出使节访问开始的（那时候普鲁士还未统一德国）。19世纪后期两国曾有过热络的人員交流，數名德籍顧問受聘於日本政府、協助推動日本西化。但不久后两国关系却因德日在华野心的冲突而变得冷淡。日本选择在一战中与英国结盟，于1914年对德宣战并夺取了德国在亚洲的关键据点。
不过，到了二十世纪三十年代，德国与日本的民主制度都已名存实亡，并不约而同地在各自所在地区采取了军国主义的政策。这使得两国开始相互接近，并且最终形成了包括意大利王國及巴尔干半島多國在内的政治、军事同盟——轴心国。然而由于距离遥远，在二战中，雖然軍事及外交交流上有一定接觸但德国与日本几乎只能各自为战，并且最后也都以投降告终。
战后，两国都发生了飞速的经济成长。今天，日本和德国分别是世界第三大和第四大经济体。聚焦于经济议题的双边关系，很快地重新建立起来。除此以外，两国也从政治、文化、科技等诸多领域的合作中受益良多。

## 歷史

### 早期接触与日本锁国的结束（1871年以前）
早期的德日接触应当可以追溯到荷兰东印度公司德籍雇员对日本的访问。而最早有完善文字记录的则是两位德国医生——恩格尔伯特·肯普费（1651-1716）和菲利普·弗兰兹·冯·西博尔德（1796-1866）分别在1690年和1820年进行的访问。尽管德川幕府早在十七世纪三十年代就颁布了对外国人严格的隔离制度，但西博尔德还是被允许环游日本，并写出了《日本档案》一书，后者直到二十世纪还是最有价值的日本信息来源之一。日后人们开始重新认识到他一系列成就的价值，自1979年起，德国以他的名字命名了菲利普·弗兰兹·冯·西博尔德奖，每年向日本科学家颁发。
1854年，美国迫使日本签订了《神奈川条约》，结束了日本的闭关锁国；但因为美国对日本的某些让步并未通过类似的特别待遇作出交换而被日本公众视为“不平等条约”。许多情况下日本实际上被迫采用治外法权体系：使得外国居民可以不采用日本法律而是用他们本国的领事法庭；海港被要求开户通商；后来甚至允许基督徒传教士进入日本。日本结束锁国后不久的幕末时期，第一批德国商人来到了日本。1860年，艾林波伯爵作为德意志邦联中居领导地位的邦国——普鲁士的大使，率领艾林波使節團来到日本。经过四个月的谈判，普鲁士和德川幕府在1861年一月签订了另一份官方意义上的、致力于睦邻友好和贸易通商的“不平等条约”。
尽管这是那时日本被强迫签订的诸多不平等条约之一，在今天看来，艾林波使團以及友好通商条约签订的短期和长期结果都被誉为是日德关系的正式开端。2010年秋至2011年秋，在德国和日本举办了各类活动纪念此事发生150周年纪念，以期“‘重视（他们）平凡的过去带来的财富’，从而构建连接未来的纽带”。

### 日本使团访问普鲁士
1863年，就在艾林波访日的三年后，一名幕府将军的使节抵达了威廉一世国王所在的柏林普鲁士王宫，接受到盛大的欢迎仪式。马克斯·冯·巴兰德在条约签订后成为了驻日外交代表——起初代表普鲁士，1866年后代表北德意志邦联，1871年开始代表新成立的德意志帝国。
1868年德川幕府被推翻，成立了明治天皇治下的日本帝国。伴随着国家权力回归天皇，日本需要废除同西方国家签订的“不平等条约”；随后，内战爆发了。在内战冲突中，德国军火商亨利·施奈尔作为顾问和武器供应商资助了一名忠于幕府将军的地主，长冈大名。一年后，德川幕府被击败，内战结束；“不平等条约”重新签订。

### 德日关系转冷与第一次世界大战（1885年至1920年）
1895年，日本在甲午战争中战胜大清国，并签订马关条约，割让了辽东半岛和台湾岛。由于日本获利过大，威胁到了包括德国在内的各列强利益，德国与法国、俄国一同出面干涉还辽，强迫日本放弃占领辽东半岛的打算，并因此怀恨在心。
1905年日俄战争时期，德国强烈支持俄国一方，引发日本不满。
1914年第一次世界大战期间，日本出兵占领了德国在中国山东的领地，并在战后作为战胜国取得了德国在中国的特权。

### 第二次世界大戰
1933年納粹党在德國掌權，希特勒成為總理。
1936年，納粹德國和日本簽署「反共產國際協定」，其中亦有多個歐洲國家簽署，為以後的軸心國同盟打下了根基。
1940年9月27日，納粹德國外長里賓特洛甫、意大利外長齊亞諾及日本大使來栖三郎於柏林簽訂了「三國同盟條約」，柏林-羅馬-東京軸心正式形成，軸心國建立。其後有斯洛伐克、匈牙利、羅馬尼亞、保加利亞及克羅地亞獨立國加入。德國拉攏芬蘭、日本拉攏泰國，雖兩國沒有簽三國公約，因他們局部參戰但仍為軸心國陣營，可見軸心國勢力之大。
1941年12月7日，日本偷襲珍珠港，美國对日宣戰，泰國加入軸心國。基於三國同盟條約，1941年12月11日在希特勒及墨索里尼領導下，德國和意大利正式对美國宣战，三個老大的宣战令隔日匈牙利、羅馬尼亞及保加利亞也对美國宣战。德日兩國关系在這時最親密。
1942年3月，隨著日本的擴張，印度洋東面被日本控制，德國要求日本帝國海軍建立了一支潛艇群在印度洋活動侵襲盟軍的航線，擔心的英國發動了馬達加斯加島登陸战。
1943年9月8日意大利投降。1944年匈牙利、羅馬尼亞和保加利亞等國被蘇聯佔領。1945年5月8日，德國投降。其後日本廢棄三國同盟條約，日本仍繼續作战至8月15日，天皇宣佈無條件投降。
由1942年直到二战結束，日本和德國一直進行潛艇交易，神戶港亦開放予U型潛艇停泊。高峰期為1944年至1945年，主要德國運送物資予日本，如二氧化鈾，德國分享的行為給了日本極大的幫助，納粹党希望透過運送鈾來令日本盡快掌握自己的原子彈制造技術，即使自己戰敗日本亦能扭轉局勢，可見德日在二战中的互相利用关系的重要。